# She (pronom personnel)
Pour les articles homonymes, voir She (homonymie).
She est, en anglais moderne, le pronom personnel féminin de la troisième personne du singulier.

## Origines
Au cours des XIIIe et XIVe siècles, les formes pronominales féminines heo, he et ho laissent place aux formes scho, sche et she.